# Manoir de Guidfosse
Le manoir de Guidfosse est situé à Plouray en France.

## Localisation
Le manoir était situé sur le territoire de la commune de Plouray, à deux kilomètres du bourg au lieu-dit Guidfosse, dans le département du Morbihan en région Bretagne.

## Description
Le manoir était à la fois une résidence seigneuriale et une exploitation agricole. Implanté autour d'une cour, il se composait d'un logis manorial situé au sud (détruit), de communs au nord, d'une dépendance à l'est et d'une maison accompagnée d'une autre dépendance immédiatement au nord. À environ 500 mètres au nord se dresse le dolmen de Guidfosse et le moulin seigneurial de Guidfosse sur le ruisseau de Stanven. Le manoir [logis manorial]Situation (état en 1969)Sur une hauteur, au bout d’une longue allée de hêtres. État actuel (état en 1969) : le manoir [logis manorial] lui-même a disparu. Il ne reste à l'est qu'un pignon avec une petite cheminée basse à la base, et des pans de murs écroulés disparus sous les ronces. Les pierres ont été remployées, ainsi que les cheminées, pour construire les fermes avoisinantes. Les bâtiments actuels sont disposés en rectangle autour d'une grande cour avec des vestiges de dallage. Restes d'un portail ancien à l'ouest, second portail disparu au sud-ouest. Puits derrière les communs au nord-est [derrière le logis]. À l'est de l'ancien manoir, communs à un seul niveau, rectangulaires et assez longs, modernes au sud, mais la base de l’extrémité nord montre un très bel appareillage régulier de granit avec un alignement d'ouvertures ; deux portes rectangulaires à linteau monolithe intercalées, entre trois ouvertures rectangulaires de petites dimensions à piédroits appareillés. Sans doutes les anciennes écuries. Mur d’enceinte décrivant un large quadrilatère très loin derrière les bâtiments. Bâtiment rectangulaire avec tourelle arrondie au nord flanquée à l'est d’une construction en appentis moderne, à l'ouest d'une construction en appentis plus ancienne d'appareil moins soigné, complètement en ruines. Toit moderne à quatre faces [toit en pavillon].- Façade sud, disposition régulière des ouvertures : trois portes [en] plein cintre à deux ou trois claveaux, de même taille et régulièrement espacés. De chaque côté de la porte centrale, deux grandes fenêtres rectangulaires à linteau monolithe, beaucoup plus haute que les portes mais actuellement murées à mi-hauteur. Corniche très haute en saillie sur le mur : larmier soutenu par des modillons moulurés. Cette corniche est interrompue en trois endroits alignés sur les portes, où se trouvaient anciennement des lucarnes. Il subsiste encore une lucarne centrale. Matériaux : appareil de granit régulier au Sud – appareil moins régulier sur les autres côtés, avec chaînages et piédroits harpés. La petite maison et l'écurie [grange à porte charretière]Situation (état en 1969). Au nord-est du quadrilatère principal de bâtiments, une écurie et une petite maison. État actuel (état en 1969) de la petite maison à un seul niveau, cheminée ancienne à couronnement mouluré en pignon est. Corbeaux d’une seconde cheminée sur le pignon est à l'extérieur. Bâtiment raccourci à l'ouest dont la toiture a été abaissée. Escalier d’accès au grenier à l'ouest. Toit en bâtière - ouvertures totalement remaniées. Il subsiste seulement à l'intérieur, sur le mur est, une cheminée de pierre à linteau monolithe incliné assemblé en crossette soutenu par des corbeaux. Piédroits évasés - âtre surélevée. Niche carrée sur le mur ouest. Ecurie [grange à porte charretière] rectangulaire terminée par deux pignons. Toit en bâtière neuf. Porte rectangulaire à linteau monolithe au nord-est, porte principale formée d’une grande arcade [en arc] plein cintre à quatre claveaux ; ébrasement rectangulaire à linteau de bois à l'intérieur. Ébrasement chanfreiné. Matériaux : granit en blocage – chaînages et piédroits appareillés et harpés.

## Historique
Ancien site manorial de Guidfosse à Plouray. La seigneurie de Guidfosse à Plouray a appartenu aux familles nobles de Kergrois, puis de Toulbodou de 1506 à 1730 (Perrot de Toulbodou en 1506, Vincent en 1540 et 1577, René en 1646, et René-Louis en 1695) puis par alliance, à François Joseph de Derval, sieur de Kergoz. Les seigneurs de Guidfosse possédaient des droits de prééminence dans l’église paroissiale de Plouray notamment un enfeu aux armes de Toulbodou, "d'or semé de feuilles de houx de sinople" (Pol pottier de Courcy, 1846 et 1853). Le manoir de Guidfosse a donné son nom à la section D du cadastre parcellaire de 1838. Si le toponyme "Guidfosse" est mentionné dans le cadastre, on le trouve également écrit dans les archives : "Guidfos", "Guidfoss" et même "Guiffos". Une chapelle seigneuriale dépendait autrefois du manoir. La maison de Guidfoss a été investi par les troupes allemandes le 21 juin 1944 et incendiée. Les vestiges du manoir (décrits lors de l'étude d'inventaire du patrimoine en 1965-1969) auraient été arasés vers 1984. Les communs du manoir subsistent toujours et sont datables de la fin du XVIe siècle ou de la première moitié du XVIIe siècle de par l'analyse stylistique (fenêtres sud à linteau droit percées sans doute plus tard). Située au nord, la grange à porte charretière est datable de la même époque.
Le manoir est inscrit à l'inventaire général du patrimoine culturel en 1969.